# 지바 간타
지바 간타(일본어: 千葉 寛汰, 2003년 6월 17일~)는 일본의 축구 선수이다.

## 구단 경력
그는 2022년 J1리그의 시미즈 에스펄스에 입단했다. 2022년 5월부터 2023년까지 FC 이마바리와 도쿠시마 보르티스에서 뛰었다. 2024년 J2리그의 시미즈 에스펄스로 복귀했다. 2024년 J2리그의 후지에다 MYFC로 이적했다.